# Räyskynsaari
Räyskynsaari är en ö i Finland.   Den ligger i kommunen Hirvensalmi i den ekonomiska regionen  S:t Michel och landskapet Södra Savolax, i den södra delen av landet, 200 km norr om huvudstaden Helsingfors.